# Chrysoscota tanyphara
Chrysoscota tanyphara är en fjärilsart som beskrevs av Turner 1940. Chrysoscota tanyphara ingår i släktet Chrysoscota och familjen björnspinnare. Inga underarter finns listade i Catalogue of Life.